# Khirbet Nisaf
Khirbet Nisaf (tiếng Ả Rập: خربة نيصاف) là một ngôi làng Syria ở phó huyện Awj ở huyện Masyaf, Hama. Theo Cục Thống kê Trung ương Syria (CBS), Khirbet Nisaf có dân số 50 Tính đến  năm 2004.